# Glenea iriei
Glenea iriei là một loài bọ cánh cứng trong họ Cerambycidae.